# Димитър Наумов (агроном)
Вижте пояснителната страница за други личности с името Димитър Наумов.
Димитър Михалев Наумов е български агроном и виден обществен деец в годините непосредствено след Освобождението.

## Биография
Роден е на 12 април (ст. стил) 1851 година в Ески Заара. Баща му е от Магарево, Битолско. Учи в цариградския Робърт колеж, завършва земеделско училище в Табор (Чехия) и впоследствие Лайпцигския и Хайделбергския университет.
През 1878 г. е секретар на Административния съвет в Одрин, а по-късно представител на Стара Загора в Областното събрание на Източна Румелия. По негово настояване са създадени мъжката и девическата гимназия в Стара Загора.
Той е един от основоположниците на аграрната наука в България, издател и редактор на в. „Земеделец“. По негова инициатива през 1882 г. се създава първото опитно поле към Земеделското училище в Садово.
Димитър Наумов умира през 1884 г., едва на 33 години.
През 1934 г., по повод 50-годишнината от смъртта му, признателните старозагорци издигат в парк „Пети октомври“ бюст на своя съгражданин. Бюстът е бронзов, монтиран е върху гранитен постамент. Автор и изпълнител на проекта е скулпторът Васил Вичев. През септември 2007 г. са откраднати бронзовите бюстове на Кольо Ганчев и Димитър Наумов. Със средства на община Стара Загора, през 2009 г. е възстановен бюстът на Кольо Ганчев. На Димитър Наумов е наречена улица в родния му град.